# 釧路日産自動車
釧路日産自動車株式会社（くしろにっさんじどうしゃ）とは、北海道釧路市に本社を置く、釧路運輸支局エリアを販売エリアとする日産自動車の全系列併売のレッド&ブルーステージ店であったが、2009年11月30日をもって事業運営を終了した日産販売会社である。

## 概要
旧・釧路日産自動車株式会社は、2009年12月1日付で、隣接する帯広運輸支局エリアを販売エリアとする帯広日産自動車株式会社に吸収統合されており、帯広日産自動車株式会社に吸収統合後の旧・釧路日産自動車株式会社の店舗・事業所は、旧・釧路日産自動車株式会社の本社機能を継承した帯広日産自動車株式会社 釧路本部（釧路日産本部）を筆頭に、旧・釧路日産自動車株式会社の「釧路日産」の略称・屋号を継承して、帯広日産自動車株式会社 釧路日産○○店（○○は店名）となって現在に至っている。
この項では、旧・釧路日産自動車株式会社の他に存在していた釧路運輸支局エリアの日産販売会社についても記述する。

## 旧・釧路日産自動車株式会社発足以降の釧路運輸支局エリアの日産販売会社

### 釧路日産自動車株式会社

#### 沿革
- 1967年6月26日 - 旭川日産自動車株式会社釧路支店・帯広支店より、日産店系列取扱車種のダットサン・ブルーバード、ダットサン・ピックアップ、ダットサン・ライトバンの3車種の営業権を譲り受けて[1]、釧路運輸支局エリア・帯広運輸支局エリアを販売エリアとする地元資本の日産店系列販売会社として道東日産自動車株式会社設立。
- 1969年3月 - 日産プリンス釧路販売株式会社より、サニー販売課（サニー店系列）の営業権を譲り受けて、釧路運輸支局エリアを販売エリアとする地元資本のサニー店系列販売会社として日産サニー釧路販売株式会社設立。
- 1971年5月6日 - 地元資本の道東日産自動車株式会社（日産店系列の一部車種）が、日産サニー釧路販売株式会社（サニー店系列）を吸収合併して、事業継承会社の道東日産自動車株式会社の商号を釧路日産自動車株式会社に改称、同時に、メーカー資本の旭川日産自動車株式会社釧路支店（日産店系列の一部車種・モーター店系列・チェリー店系列）と、日産プリンス釧路販売株式会社（プリンス店系列）から営業権を譲り受けて、釧路運輸支局エリアの日産販売会社3社と1支店が合併・統合して一本化した日産車全系列併売販売会社として、釧路日産自動車株式会社発足[2]。
- 1981年9月 - 釧路運輸支局エリアを販売エリアとするモーター店系列・サニー店系列の2系列併売販売会社として設立された、釧路日産自動車株式会社の関連会社の釧路日産モーター株式会社[3]の分離独立により、日産店系列・プリンス店系列・チェリー店系列の3系列併売[4]となる。
- 1988年4月 - 釧路日産モーター株式会社を吸収合併して釧路日産自動車株式会社に一本化され、再度、日産車全系列併売となる。
- 2009年11月30日 - 釧路日産自動車株式会社の事業運営を終了。
- 2009年12月1日 - 旧・釧路日産自動車株式会社は、隣接する帯広運輸支局エリアを販売エリアとする帯広日産自動車株式会社に統合され、旧・釧路日産自動車株式会社の本社を継承した帯広日産自動車株式会社 釧路本部（釧路日産本部）を筆頭に、店名は、旧・釧路日産自動車株式会社の「釧路日産」の略称・屋号を継承した帯広日産自動車株式会社 釧路日産○○店（○○は店名）となる。

#### 歴代社長
- 小船井武次郎 （1971年5月 - 1990年5月）
- 小船井修一 （1990年5月 - 2002年）
- 星野重孝 （2002年 - 2009年11月）

#### 事業運営終了時点で現存の事業所
本社事業所
- 本社・事務センター／釧路市材木町15-13

（旧・旭橋営業所）
（現・中央防災システム株式会社）
新車店舗
- クリスタル30店／釧路市鳥取大通9丁目2番

（旧店名・日産クリスタル30）
（旧々店名・本社営業所）
（現・帯広日産自動車株式会社 釧路日産クリスタル店・釧路本部）
（旧・日産プリンス釧路販売株式会社 本社）
- 宝町店／釧路市宝町3番地1

（旧店名・宝町営業所）
（現・帯広日産自動車株式会社 釧路日産宝町店）
（旧・釧路日産モーター株式会社 本社営業所）
（旧・日産サニー釧路販売株式会社 本社）
- 運動公園通店／釧路郡釧路町桂木6-2

（旧店名・日産ギャラリー運動公園通）
（現・株式会社カーサービス釧路「車検のコバック 釧路桂木店」）
- 弟子屈店／川上郡弟子屈町摩周3丁目1-15

（旧店名・日産ギャラリー弟子屈）
（現在は閉鎖）
- 厚岸店／厚岸郡厚岸町白浜3-10

（旧店名・厚岸営業所）
（現・帯広日産自動車株式会社 釧路日産厚岸店）
- 根室店／根室市宝林町4-136

（旧店名・根室営業所）
（現・帯広日産自動車株式会社 釧路日産根室店）
- 中標津店／標津郡中標津町東21条南1-1

（旧店名・中標津支店）
（旧々店名・中標津営業所）
（現・帯広日産自動車株式会社 釧路日産中標津店）
（旧・旭川日産自動車株式会社 釧路支店 中標津営業所）
中古車店舗
- マイカーセンター星が浦店／釧路市星が浦大通2丁目7-6

（旧店名・ビックオート星が浦）
（現・帯広日産自動車株式会社 釧路日産マイカーセンター星が浦店）
（旧・道東日産自動車株式会社 本社）
- マイカーセンター中標津店[5]／標津郡中標津町東21条南1-1

（現・帯広日産自動車株式会社 釧路日産マイカーセンター中標津店）
（旧・旭川日産自動車株式会社 釧路支店 中標津営業所）

#### 事業運営終了時点で既に閉設済の事業所
新車店舗
- 第1営業部・第2営業部・サービス鳥取工場／釧路市鳥取大通6丁目8番11号

（現・UDトラックス道東株式会社 釧路支店）
（旧・旭川日産自動車株式会社 釧路支店）
- 日産ギャラリー愛国／釧路市愛国東1丁目12-8

（現・株式会社エイコー「アウディ釧路」）
- 日産ギャラリー南大通／釧路市南大通2丁目11番112

（南大通複合ビル・ラポール幣舞1階）
- 日産シーマ北大通／釧路市北大通13丁目2

（リード釧路ビル1階）
- 旭橋営業所／釧路市材木町15-13

（現・中央防災システム株式会社）
- 西港店／釧路市鳥取大通4丁目15-5

（旧店名・日産スクエアー西港・法人営業部）
（現・カーギャラリークシロ）
- 桜ケ岡店／釧路市桜ケ岡1-10-27

（旧店名・日産ギャラリー桜ケ岡）
（現・桜ケ岡皮膚科クリニック）
- 白糠店／白糠町和天別1897-5

（旧店名・日産ギャラリー白糠）
（現・釧路西部自動車）
- 標茶店／標茶町常盤4丁目10番地

（旧店名・日産ギャラリー標茶）
- (旧)弟子屈出張所／弟子屈町鐺別169番41
- 日産ギャラリー別海／別海町別海117-19
- 日産ギャラリー羅臼／羅臼町春日町46-3

中古車店舗
- 新橋中古車センター／釧路市新橋大通1-1

（旧・日産プリンス釧路販売株式会社 新橋中古車センター）
（旧・妹尾商店(現・ツルハドラッグ新橋大通店)向かい）
（後に ステーキハウスアポロン → 現・駐車場）
- ビックオート宝町／釧路市宝町2-1

（後に栄興サンクス宝町店 → 現・帯広日産自動車株式会社 釧路日産宝町店駐車場）
- ビックオート鳥取大通／釧路市鳥取大通4丁目15-5

（現・株式会社モトーレン札幌 釧路支店「Kushiro BMW」 & カーギャラリークシロ）
- ビックオート愛国／釧路市愛国東1丁目12-8

（現・株式会社エイコー「アウディ釧路」）
- ビックオート2／釧路市星が浦大通2丁目8-5

（現・マルハン釧路店）
（旧・釧路三菱自動車販売株式会社「カープラザ釧路」）
- (旧)ビックオート中標津[6]／中標津町東18条北1丁目1番地

サービス工場
- サービス川北工場／釧路市川北町3番地1
- 総合センター／釧路郡釧路町木場1丁目4番地

（ピットインサービス・コイン洗車場・タイヤ預かりセンター）
（現・釧路オートリサイクル株式会社 木場店）
（旧・川崎木材工業）

### 釧路日産モーター株式会社

#### 沿革
- 1981年9月 - 釧路運輸支局エリアを販売エリアとするモーター店系列・サニー店系列の2系列併売販売会社として、釧路日産モーター株式会社が設立され、釧路日産自動車株式会社の関連会社として分離独立[7][8]。
- 1986年 - 日産ギャラリー桜ケ岡開設。
- 1988年4月 - 釧路日産自動車株式会社に吸収合併され、釧路運輸支局エリアの日産販売会社が再び一本化される[9]。

#### 歴代社長
- 小船井武次郎 （1981年9月-1986年6月）
- 川上弘 （1986年6月-1988年4月）

#### 事業所
- 本社営業所／釧路市宝町3番地1

（現・帯広日産自動車株式会社 釧路日産宝町店）
（旧・日産サニー釧路販売株式会社 本社）
- 日産ギャラリー桜ヶ岡／釧路市桜ケ岡1-10-27

（現・桜ケ岡皮膚科クリニック）

## 旧・釧路日産自動車株式会社発足以前の釧路運輸支局エリアの日産販売会社

### 旭川日産自動車株式会社釧路支店

#### 沿革
- 1947年6月 - 釧路運輸支局エリアを販売エリアとする日産販売会社として、旭川日産自動車販売株式会社釧路営業所（釧路市北大通13丁目1番地）開設。
- 1952年1月 - 旭川日産自動車販売株式会社釧路支店へ改称。
- 1954年5月 - 旭川日産自動車株式会社釧路支店へ改称。
- 1956年12月 - 釧路市白金町6番地4へ支店移転。
- 1964年11月 - 釧路市鳥取58番地（現・釧路市鳥取大通6丁目8番11号）へ支店移転。
- 1967年6月26日 - 旭川日産自動車株式会社釧路支店・帯広支店の日産店系列取扱車種のダットサン・ブルーバード、ダットサン・ピックアップ、ダットサン・ライトバンの3車種の取扱が、釧路運輸支局エリア・帯広運輸支局エリアを販売エリアとする地元資本の日産店系列販売会社として設立された道東日産自動車株式会社に営業権を譲渡して移行[10]。
- 1970年10月 - 新規車種のチェリーの発売に伴いチェリー課が設立され、チェリー店系列の取扱開始。
- 1971年5月6日 - 地元資本の道東日産自動車株式会社（日産店系列の一部車種）が、日産サニー釧路販売株式会社（サニー店系列）を吸収合併して、事業継承会社の道東日産自動車株式会社の商号を釧路日産自動車株式会社に改称、同時に、メーカー資本の旭川日産自動車株式会社釧路支店（日産店系列の一部車種・モーター店系列・チェリー店系列）と、日産プリンス釧路販売株式会社（プリンス店系列）が営業権を譲渡して、釧路運輸支局エリアの日産販売会社3社と1支店が合併・統合して一本化した日産車全系列併売販売会社の釧路日産自動車株式会社が発足した事に伴い、旭川日産自動車株式会社釧路支店跡に、釧路日産自動車株式会社第1営業部・第2営業部・サービス鳥取工場が開設[11]される。
- 1971年8月14日 - 旭川日産自動車株式会社釧路支店大型事業部の日産ディーゼル系の営業権を、日産ディーゼル道東販売株式会社（現・UDトラックス道東株式会社）へ譲渡した事に伴い、旭川日産自動車株式会社釧路支店跡の社屋・サービス工場を、旭川日産自動車株式会社が日産ディーゼル道東販売株式会社に賃貸して、日産ディーゼル道東販売株式会社釧路営業所が開設される。

#### 事業所
- 釧路支店／釧路市鳥取大通6丁目8番11号

（現・UDトラックス道東株式会社釧路支店）
- 中標津営業所／標津郡中標津町東21条南1-1

（現・帯広日産自動車株式会社 釧路日産中標津店）
- 根室営業所／根室市宝林町1丁目

### 日産プリンス釧路販売株式会社

#### 沿革
- 1955年10月 - 釧路運輸支局エリアを販売エリアとする富士精密工業株式会社（プリンス自動車工業株式会社の前身）の販売会社として道東プリンス自動車株式会社釧路支店（釧路市栄町11丁目）開設。
- 1958年12月 - 釧路市白金町18番地1へ支店移転。
- 1963年12月 - 釧路市白金町10番地1（現・アール・ベルアンジェ釧路貴賓館）へ支店移転。
- 1966年2月 - 釧路プリンス自動車株式会社へ改称。
- 1966年4月 - 日産自動車のダットサン・サニーの発売に伴い、サニー販売課が設立され、日産自動車のサニー店系列の取扱開始。
- 1966年8月1日 - メーカーの日産自動車株式会社とプリンス自動車工業株式会社が合併。
- 1966年9月 - メーカーの合併による販売会社の名称変更に伴い日産プリンス釧路販売株式会社へ改称。
- 1969年3月 - 日産プリンス釧路販売株式会社のサニー販売課（サニー店系列）の取扱が、釧路運輸支局エリアを販売エリアとする地元資本のサニー店系列販売会社として設立された日産サニー釧路販売株式会社に営業権を譲渡して移行。
- 1970年4月 - 釧路市鳥取大通9丁目2番へ本社移転。
- 1970年8月 - 新橋中古車センターを釧路市新橋大通7丁目2から新橋大通1丁目1に移転。
- 1971年5月6日 - 地元資本の道東日産自動車株式会社（日産店系列の一部車種）が、日産サニー釧路販売株式会社（サニー店系列）を吸収合併して、事業継承会社の道東日産自動車株式会社の商号を釧路日産自動車株式会社に改称、同時に、メーカー資本の旭川日産自動車株式会社釧路支店（日産店系列の一部車種・モーター店系列・チェリー店系列）と、日産プリンス釧路販売株式会社（プリンス店系列）が営業権を譲渡して、釧路運輸支局エリアの日産販売会社3社と1支店が合併・統合して一本化した日産車全系列併売販売会社の釧路日産自動車株式会社が発足した事に伴い、日産プリンス釧路販売株式会社本社跡に、釧路日産自動車株式会社本社・第4営業部・サービス本社工場が開設される。

#### 事業所
- 本社／釧路市鳥取大通9丁目2番

（現・帯広日産自動車株式会社 釧路日産クリスタル店）
- 根室支店／根室市宝林町2丁目36
- 厚岸営業所
- 中標津営業所／中標津町西4条北2丁目4
- 新橋中古車センター／釧路市新橋大通1丁目1
- 新富中古車センター／釧路市新富町2

### 日産コニー北海道販売株式会社釧路営業所

#### 沿革
- 1963年1月 - 釧路運輸支局エリアを販売エリアとする愛知機械工業の軽自動車「ヂャイアント」「コニー」の販売会社として株式会社北海道ヂャイアント釧路営業所（釧路市白金町18番地2）開設。
- 1963年11月 - 北海道コニー株式会社釧路営業所へ改称。
- 1965年4月 - 釧路市川端町4番6号へ移転。
- 1969年12月 - 日産コニー北海道販売株式会社釧路営業所へ改称。
- 1970年10月 - 日産コニー北海道販売株式会社釧路営業所廃止。

### 道東日産自動車株式会社

#### 沿革
- 1967年6月26日 - 旭川日産自動車株式会社釧路支店・帯広支店より、日産店系列取扱車種のダットサン・ブルーバード、ダットサン・ピックアップ、ダットサン・ライトバンの3車種の営業権を譲り受けて[12]、釧路運輸支局エリア・帯広運輸支局エリアを販売エリアとする地元資本の日産店系列販売会社として道東日産自動車株式会社（本社・釧路市白金町11番地）設立。
- 1968年9月 - 釧路市星が浦201番地（現・釧路市星が浦大通2丁目7-6）へ本社移転。
- 1971年5月6日 - 地元資本の道東日産自動車株式会社（日産店系列の一部車種）が、日産サニー釧路販売株式会社（サニー店系列）を吸収合併して、事業継承会社の道東日産自動車株式会社の商号を釧路日産自動車株式会社に改称、同時に、メーカー資本の旭川日産自動車株式会社釧路支店（日産店系列の一部車種・モーター店系列・チェリー店系列）と、日産プリンス釧路販売株式会社（プリンス店系列）から営業権を譲り受けて、釧路運輸支局エリアの日産販売会社3社と1支店が合併・統合して一本化した日産車全系列併売販売会社の釧路日産自動車株式会社が発足した事に伴い、道東日産自動車株式会社本社跡に、釧路日産自動車株式会社総合サービスセンター・サービス星が浦工場が開設される。
- 1971年5月6日 - 帯広運輸支局エリアに展開していた道東日産自動車株式会社帯広支店の営業権を日産サニー帯広販売株式会社（同時に商号を帯広日産自動車株式会社に改称）に譲渡して、帯広運輸支局エリアの日産販売会社2社と2支店が統合されて一本化される。

#### 役員
- 会長／吉田利和
- 社長／三原正二

#### 事業所
- 本社／釧路市星が浦大通2丁目7-6

（現・帯広日産自動車株式会社 釧路日産マイカーセンター星が浦店）
（現・株式会社エイコー「フォルクスワーゲン釧路」）
- 帯広支店／帯広市東1条南26丁目
- 中古車センター／釧路市新橋大通3丁目
- 根室営業所／根室市宝林町1丁目64番地
- 中標津営業所／中標津町東7条北1丁目
- 本別営業所／本別町南3
- 駐在所　鶴居／標茶／弟子屈／羅臼

### 日産サニー釧路販売株式会社

#### 沿革
- 1969年3月 - 日産プリンス釧路販売株式会社のサニー販売課（サニー店系列）の営業権を譲り受けて、釧路運輸支局エリアを販売エリアとする地元資本のサニー店系列販売会社として日産サニー釧路販売株式会社（本社・釧路市宝町3番地1）設立。
- 1971年5月6日 - 地元資本の道東日産自動車株式会社（日産店系列の一部車種）が、日産サニー釧路販売株式会社（サニー店系列）を吸収合併して、事業継承会社の道東日産自動車株式会社の商号を釧路日産自動車株式会社に改称、同時に、メーカー資本の旭川日産自動車株式会社釧路支店（日産店系列の一部車種・モーター店系列・チェリー店系列）と、日産プリンス釧路販売株式会社（プリンス店系列）から営業権を譲り受けて、釧路運輸支局エリアの日産販売会社3社と1支店が合併・統合して一本化した日産車全系列併売販売会社の釧路日産自動車株式会社が発足した事に伴い、日産サニー釧路販売株式会社本社跡に、釧路日産自動車株式会社宝町営業所・第3営業部・サービス宝町工場が開設される。

#### 役員
- 会長／吉田利和
- 社長／小船井武次郎

#### 事業所
- 本社／釧路市宝町3番地1

（現・帯広日産自動車株式会社 釧路日産宝町店）
- 根室営業所／根室市宝林町1丁目80番地
- 中標津営業所／中標津町西1条北1丁目8
- 中古車センター／釧路市城山1の1